# Пайн Барренс (Клан Сопрано)
«Пайн Барренс» (англ. «Pine Barrens») — тридцать седьмой эпизод телесериала канала HBO «Клан Сопрано», и одиннадцатый в третьем сезоне шоу. Телесценарий был написан Теренсом Уинтером по сюжету Уинтера и Тима Ван Паттена. Это первый из четырёх эпизодов сериала, снятых Стивом Бушеми. Премьера состоялась 6 мая 2001 года.

## В ролях
- Джеймс Гандольфини — Тони Сопрано
- Лоррейн Бракко — д-р Дженнифер Мелфи
- Эди Фалко — Кармела Сопрано
- Майкл Империоли — Кристофер Молтисанти
- Доминик Кьянезе — Коррадо Сопрано-мл.
- Стивен Ван Зандт — Сильвио Данте
- Тони Сирико — Поли Галтьери
- Джейми-Линн Сиглер — Медоу Сопрано
- Роберт Айлер — Энтони Сопрано-мл.
- Дреа де Маттео — Адриана Ля Сёрва *
- Аида Туртурро — Дженис Сопрано *
- Стивен Р. Ширрипа — Бобби Баккалиери

* = указаны только

### Приглашённые звёзды
- Том Элдридж — Хью Де Анджелис
- Виталий Баганов — Валерий
- Джейсон Чербоне — Джеки Април-мл.
- Оксана Лада — Ирина Пельцин
- Аннабелла Шиорра — Глория Трилло
- Сюзанн Шеперд — Мэри Де Анджелис
- Фрэнк Чорней — Слава Малевский

## Сюжет
Тони находится с Глорией Трилло на  лодке The Stugots, он получает звонок от своей бывшей любовницы, Ирины Пельцин. Однако, Глория отвечает первой и Тони врет Глории, что это звонок из школы Энтони-младшего, но затем решает признаться. Глория просит Тони объяснить свой обман и он говорит, что он не хочет "злить её", и он просто хотел быть честным. Глория в ярости от Тони выбрасывает его рождественский подарок в море и уходит. Однако, паре удаётся помириться позже, когда Глория дарит ему подарок, джеллабу, которую она привезла из Марокко.Они договариваются о совместном ужине в 9 вечера.
После того, как Сильвио подхватывает грипп, Тони просит Поли и Кристофера забрать деньги у члена русской мафии, Валерия, в Фэр-Лоне. Вспыхивает напряжение, когда Поли, уже злобный из-за того, что он не хочет подбирать за Сильвио, издевается над русским и осознанно разрушает его универсальный пульт дистанционного управления, бросая его, инсценируя это как несчастный случай. Валерий оскорбляет Поли, побуждая его напасть на сидячего русского. Кристофер пытается остановить Поли, но позже переходит на сторону Поли. Трое людей дерутся, и в конце концов Поли душит Валерия торшером, тяжело изувечив его и видимо раздавив его трахею. Ситуация заставляет мафиози паниковать, и они заворачивают Валерия в ковёр чтобы переложить его в машину. Пытаясь выяснить, что делать с телом, Поли предлагает увезти его в Пайн Барренс, так как она пустынна и находится в непосредственной близости от Атлантик-Сити. Кристофер, который ещё не ел, хочет остановиться позавтракать в Roy Rogers, но Поли настаивает, что сначала надо завершить дело.
В лесу, Кристофер и Поли открывают багажник и обнаруживают, что Валерий всё ещё жив и прокусил изоленту. Они вытаскивают его из машины, дают ему лопату и заставляют его копать себе могилу. Когда пара отвлекается, Валерий замахивается лопатой на них, нанеся удар по голове Кристофера и ударяя Поли в пах, прежде чем сбежать. Кристофер и Поли достают пистолеты и бросаются в погоню, но очень удивляются, когда Поли стреляет в Валерия, чётко попав ему в голову, а русский, в этот момент, немедленно встаёт и бежит в лес. Они пытаются выследить его по крови и следам на снегу, но в итоге у них ничего не получается. Всё ещё на азарте погони, пара слышит, что кто-то бежит, и стреляют на звук. Поли бежит по снегу и теряет туфлю. Они обнаруживают, что убили оленя. Они пытаются вернуться в машину Поли, но не могут найти её, и вскоре понимают, что они заблудились в лесу. Поли использует свой сотовый телефон, что позвонить Тони за помощью, но общение ограничивается плохим приёмом и перекрёстными помехами.
Тони узнаёт от босса и лучшего друга Валерия, Славы, что, хотя он и разработал проблемы злоупотреблением психоактивных веществ, Валерий был во внутренних войсках Министерства внутренних дел России и однажды убил в одиночку 16 чеченских боевиков. Однако, плохой телефонный сигнал между Тони и Поли создаёт путаницу: Поли получает сообщение о том, что Валерий убил 16 чехословаков и что он дизайнер интерьеров, на что Кристофер отвечает: "Его квартира хреновая." Когда ночь приближается, потерявшаяся, дрожащая пара становится всё более отчаянной, чтобы найти путь к пище и теплу.
Некоторое время спустя, у Тони не получается прибыть вовремя на ужин, который Глория приготовила, вызывая ещё один горячий спор. После очередного примирения и ужина, Тони получает звонок от Поли, который говорит ему прийти за ними, так как они могут умереть от гипотермии, голода или от травмы босой ноги Поли. Оставшись без иного выбора, он говорит Глории, что он должен уехать по срочным делам и он не может есть, заставляя её стать чрезвычайно злой. Она кидает приготовленный стейк в Тони, который подавляет своё раздражение, смеясь над ситуацией, и уходит, чтобы помочь своим сообщникам, когда Глория начинает громить стол.
У Медоу простуда и она проводит время с Джеки Априлом-младшим в общежитии её колледжа. Джеки уходит рано после того, как она отказывается заниматься с ним сексом. Позже, он звонит и даёт жалкое оправдание, что он не приедет к Медоу, и он не звонит ей, как обещал, и Медоу начинает подозревать что-то и просит соседку отвезти её до Джеки. Пара ловит его, гулящего по улице с другой девушкой. Медоу выходит из машины и в слезах расстается Джеки. Две женщины затем уезжают, оставляя расстроенного Джеки. Медоу затем отвозят в больницу. Её окружают её подруги, которые пытаются убедить её, что Джеки, хотя он и привлекательный, не подходит для неё. Медоу говорит своим подругам, что они не могут понять её чувства.
Поли и Кристоферу удаётся найти заброшенный фургон, где они проводят остаток ночи. Чтобы согреться, Поли разрывает ковёр фургона и Поли и Кристофер делятся пакетами замороженного кетчупа и приправами. Позже показывают Кристофера, пытающегося неуклюже развести костёр, используя палки. Когда Кристофер, стоящий на улице, мочеиспускаясь, винит Поли за их затруднительное положение и обвиняет его в том, что он пытается спасти себя за счёт Кристофера, двое противостоят друг другу. Кристофер заявляет, что Поли планировал задушить его, когда он спал. Поли затем нападает на Кристофера и начинает душить его, так что Кристофер направляет пистолет на Поли, говоря, что он считает, что Поли планировал убить его. Кристофер затем злобно говорит, что он оставит Поли в лесу. Спустя несколько минут напряжённости, Кристофер срывается в смех. Поли говорит Кристоферу, чтобы он пообещал не бросать его, и также говорит, что он бы никогда не убил Кристофера.
Тони просит Бобби "Бакалу", опытного туриста, помочь ему найти Поли и Кристофера. Он одет слишком надлежащим образом, нося охотничье снаряжение, и возмущается от последующих насмешек Тони. Подъезжая к Пайн Барренс, двое разделяют свой первый дружеский момент, когда Тони извиняется за насмешки над Бобби, и выражает благодарность за его заботу о дяде Джуниоре. Приехав в лес, они паркуются в том же месте, где припарковались Поли и Кристофер — машина Поли пропала. Тони и Бобби выкрикивают их, но понимают, что им придётся ждать до рассвета.
В дневное время, Тони и Бобби ищут Поли и Кристофера, которые оставили вагон и продолжают искать путь. Импровизированная обувь Поли спадает и он стреляет в неё в припадке безумного разочарования. Тони и Бобби слышат выстрелы и направляются в сторону их источника, вызывая Поли и Кристофера. Они отвечают и в ближайшее время встречаются друг с другом. Поли и Кристофер благодарны за то, что их нашли, и забираются в Chevrolet Suburban Тони, где находится еда и питьё, но Тони явно раздражён тем, что Поли поставил их в такое затруднительное положение со Славой и за то, что он потерял первоначальную цель их миссии: $5000 Сильвио, которые были в машине Поли.
Четверо мужчин задаются вопросом, взял ли Валерий машину Поли. Когда Поли даёт ложную версию того, что вызвало драку с Валерием, Кристофер поддерживает его. Тони говорит Поли, чтобы он взял на себя ответственность за любую проблему, созданную исчезновением или повторным появлением Валерия, и принять решение о том, стоит ли дальше преследовать Валерия, так как Поли занимает должность капореджиме. Поли решает сдаться и вернуться домой в Северный Джерси.
Во время сеансов с доктором Мелфи, Тони признаётся, что он встречается с Глорией Трилло и говорит ей о своих проблемах с ней. Мелфи пытается соединить точки и говорит ему, что его новая любовница не единственная, кому "нельзя угодить", "сложная" и "депрессивная". Она затем спрашивает: "Это не напоминает Вам о любой другой женщине в Вашей жизни?", ссылаясь на Ливию Сопрано. После вдумчивой паузы, Тони качает головой и слегка пожимает плечами.

## Умер?
Судьба Валерия неясна. Он возможно умер от выстрела Поли, но когда двое ищут его, камера вдруг отъезжает назад и вверх, показывая вид двух гангстеров, возможно подразумевая, что Валерий смотрит на них с высоты дерева. Машина Поли пропала и, возможно, угнана Валерием, которого больше не было видно (на экране) до конца серии. Дэвид Чейз сказал в прошлом, что эпизод не должен был стать сюжетной аркой. Рекламный материал HBO числит его погибшим, хотя делает это с вопросительным знаком.
По поводу судьбы русского, Теренс Уинтер сказал:
Это вопрос, который мне задают больше всего. Это сводит людей с ума: "Где русский? Что случилось с русским?" Мы могли сказать: "Ну, он выбрался и там была гангстерская война с русскими", или "Он выбрался и умер". Но мы хотели, чтобы это было неоднозначно. Знаете, в жизни нету ответов на все вопросы.
Дэвид Чейз сказал:
Они подстрелили парня. Кто знает куда он ушёл? Кого волнует какой-то русский? Это то, что Голливуд сделал с Америкой. Вам нужно заключение по поводу каждой мелочи? В мире нету никакой таинственности? Там тёмный мир. Тёмная жизнь ведёт этих парней. И кстати, я знаю где русский. Но я никогда не скажу, потому что так много людей волнуется по этому поводу.

Позже, Чейз сказал в интервью с Гильдией киноактёров:
"Ладно, это то, что случилось. Некоторые бойскауты нашли русского, у которого был телефон его босса, Славы, в его кармане. Они позвонили Славе, который отвёз его в больницу, где ему сделали операцию на мозгу. И затем Слава отправил его обратно в Россию."

Майкл Империоли и Тони Сирико обсуждали эпизод 10 июня 2007 года в статье New York Times под названием "One Final Whack at That HBO Mob".
“Этот эпизод был как одноактный спектакль,” сказал Империоли. “Как другая версия «В ожидании Годо».” С тех пор, зрители ожидали возвращения гангстера, готового отомстить. Но он никогда вновь не появился. “Это шоу никогда не было тем, что люди ожидали,” сказал Империоли.

В той же статье:
Сирико сказал, что разрабатывалось поддразнивание: "У нас была сцена этого сезона, когда Крис и я разговариваем в баре по поводу того, что случилось с русским парнем. И в сценарии мы должны были выйти наружу и там он стоял на углу. Но когда мы пошли стрелять его, они это убрали. Я думаю, что Дэвиду это не понравилось. Он хотел, чтобы зрители просто страдали."

## Название
- Пайн Барренс — заповедная местность в Южном Нью-Джерси, где Кристофер и Поли пытаются "избавиться" от  Валерия. Пайн Барренс примерно составляет 25% земельной площади Нью-Джерси, один из самых больших районов дикой природы в самом густонаселённом штате США.

## Производство
- Предпосылка идеи об эпизоде, где Кристофер и Поли потерялись в лесу, приснилась однажды ночью Тиму Ван Паттену, который затем рассказал Теренсу Уинтеру, и они представили её Дэвиду Чейзу.[5]
- Лесные сцены для эпизода были сняты в парке Хэрримен в Нью-Йорке после того, как производственной команде было отказано в разрешении снимать в Нью-Джерси комиссаром графства Эссекс, который назвал «Клан Сопрано» "позором для итальянцев". Этот же комиссар был позже посажен в тюрьму за коррупцию.[5][6] Настоящий Пайн Барренс в Нью-Джерси значительно отличается ландшафтом, чем в той зоне, в которой шоу снималось. В степи больше сосен и равнин, в то время как леса, изображённые в эпизоде, были с холмами и было меньше деревьев.
- Снег выпал на лесной местности неожиданно, прямо до начала съёмок. Как актёрскому составу, так и съёмочной команде очень сильно повезло с его приходом.[5]
- Интерьер грузовика был снят на звуковой сцене. Замерзающее "дыхание" актёров было добавлено при помощи CGI.[7]
- Режиссёр Стив Бушеми был тем, кто удачно кинул стейк в голову Джеймса Гандольфини в сцене ссоры Тони с Глорией Трилло после того, как ни Аннабелла Шиорра, ни декораторы не смогли попасть в Гандольфини должным образом.[5][7]
- Съёмки "Пайн Барренса" заняли 12 дней, тем самым установив рекорд как самые долгие съёмки эпизода «Клана Сопрано» в своё время.
- Документальный фильм HBO «Джеймс Гандольфини: Дань другу» (2013) включает анекдот Стива Ширрипы о съёмках сцены, где Тони берёт с собой Бобби в доме Джуниора. Когда они снимали реакцию Тони на охотничий костюм Бобби, Ширрипа удивил Гандольфини тем, что зашёл на кухню, нося привязанный фаллоимитатор. Реакция и смех Тони были настоящей съёмкой дубля с Гандольфини, видящего страпон (и Домиником Кьянезе, пытающегося не выйти из образа).

## Музыка
- Песня, играющая в начальной сцене, где Глория Трилло прибывает на доки - "Gloria" Them.
- Музыкальное видео, которое Энтони-мл. смотрит в гостиной - "Coffee & TV" Blur.
- Песня, играющая во время финальных титр - ария "Sposa son disprezzata" из оперы «Bajazet» Антонио Вивальди, в исполнении Чечилии Бартоли. Эта песня играет в начале следующего эпизода, "Безумная, всепоглощающая любовь".

## Награды
- Широко расценён как один из лучших эпизодов в сериале «Клан Сопрано», в основном за неординарный и тёмный юмор между Поли и Кристофером.[8][9]
- Бывший норвежский премьер-министр, Йенс Столтенберг, включил этот эпизод в свои любимые в интервью с норвежской газетой «Dagbladet».[10]
- В своей речи за лучшую режиссуру драматического сериала на 59-й церемонии премии «Эмми», Алан Тейлор благодарит Стива Бушеми за его работу над "Пайн Барренс".
- Теренс Уинтер и Тим Ван Паттен получили премию от Гильдии сценаристов США за их работу над этим эпизодом.